# Ramal ferroviario Olavarría-Chillar-Vela
El Ramal Olavarría - Chillar - Vela pertenece al Ferrocarril General Roca, Argentina.

## Ubicación
Partiendo desde Olavarría, el ramal atraviesa 110 km aproximadamente por la provincia de Buenos Aires, a través de los partidos de Olavarría, Azul y Benito Juárez.

## Servicios
La red de carga es operada por la empresa Ferrosur Roca.